# ديميتري الدجال الأول
ديميتري الدجال الأول أو ديمتريوس الزائف الأول (بالروسية: Лжедмитрий I) كان قيصر روسيا من 10 يونيو 1605 حتى وفاته في 17 مايو 1606 تحت اسم ديميتري إيفانوفيتش (بالروسية: Дмитрий Иванович). وفقا للمؤرخ تشستر ل. دانينغ، دميتري كان «القيصر الوحيد الذي صعد على العرش عن طريق حملة عسكرية وانتفاضات شعبية» خلال ما عُرف بزمن المحن.